# Ivan Vutsov
Ivan Vutsov (búlgar: Иван Вуцов)  (Gabrovo, 14 de desembre de 1939 - Sofia, 18 de gener de 2019), Ivan Kolev Vutsov, fou un futbolista búlgar de la dècada de 1960 i entrenador.
Fou 24 cops internacional amb la selecció búlgara amb la qual participà en la Copa del Món de Futbol de 1966. A nivell de club fou jugador de Botev Plovdiv, Levski Sofia i Akademik Sofia.
Fou entrenador de la selecció búlgara al mundial de 1986. També entrenà a Hajduk Split i PFC Levski Sofia.
El seu fill, Velislav Vutsov, també fou futbolista.